# Upplands runinskrifter Fv1972;274C
Upplands runinskrifter Fv1972;274C är ett vikingatida runstensfragment av brunröd sandsten som påträffades 1971 i Össeby kyrkoruin, Össeby-Garns socken och Vallentuna kommun. Ristningen är endast ornamental och har alltså inga runor. Fragmentet förvaras på SHM.